# Samomržnja
Samomržnja (nekada se zove i samogađenje) odnosi se na krajnju nesklonost ili mržnju samog sebe, ili biti ljut ili čak nanositi štetu samom sebi. Ovaj pojam se također koristi za objašnjavanje mržnje ili nesklonosti prema: skupini, obitelji, socijalnoj klasi, mentalnoj bolesti, nacionalnosti, vjeri, ili stereotipu kojemu neka osoba pripada. Na primjer, etnička ili narodna samomržnja je krajnja nenaklonost prema svojoj etničkoj skupini ili kulturi. Samomržnja je povezana s gledištima aurofobije.
Pojam "samomržnja" ne koristi se često u radu psihologa i psihijatara, gdje se obično koristi pojam "osobe s niskim samopoštovanjem". Samomržnja i sramota važni su čimbenici u nekim ili mnogim mentalnim poremećajima, posebno kod poremećaja koji uključuju nečiju samopredožbu. (npr. tjelesne dismorfije). Samomržnja je također i simptom mnogih poremećaja osobnosti, koje uključuju granični poremećaj osobnosti, te depresije. Samomržnja je također povezana uz osjećaj krivnje za neka svoja vlastita djela ili odluke koje netko drugi gleda ili smatra kako su bili pogrešni, npr. krivica preživjele osobe.

## Vrste

### Osobna samomržnja
Samomržnja ili samogađenje može proizlaziti iz kompleksa niže vrijednosti. Neki teoretičari sociologije kao Jerry Mander, smatraju da televizijske emisije namjerno uključuju samomržnju, negativnu tjelesnu predodžbu, i depresiju, tako što koriste promidžbeni program koji predlaže lijek za spomenute boljke. Neke pojave samomržnje povezane su s kajanjem osobe za djelo koje nisu ili jesu počinili. Osobna samomržnja nekada nastaje kao posljedica dugog, učestalog: maltretiranja, ugnjetavanja, ili šikaniranja neke osobe.

### Samouništavanje kao oblik samomržnje
Samouništavanje je psihološki poremećaj, koja također može uključivati i samomržnju, gdje osoba se osjeća primoranim da se tjelesno ozljeđuju ili da sebi stvaraju materijalnu ili socijalnu štetu kao izlaz za svoju depresiju, tjeskobu, i/ili ljutnju. U nekim slučajevima samouništavanje kada je izraženo u samoozljeđivanju može dovesti do nehotične smrti ili samoubojstva.

### Socijalna samomržnja
Socijalna samomržnja 

### Nacionalna samomržnja
Samomržnja kod osoba proizlazi iz pripadnosti nekoj socijalnoj ili etničkoj skupini, i ona je usko povezana s nacionalnim kompleksom niže vrijednosti, odnosno niskim vrjednovanjem svoje nacije u odnosu na drugu. Ovaj kompleks je jako raširen kod naroda koji su dugo živjeli ili još žive u podređenom položaju prema nekom drugom narodu (kolonijalizam), ili su na nižem ekonomskom, kulturnom ili tehnološkom razvojnom stupnju nego što bi željeli biti. Na primjer kod Židova rabi se pojam samomrzeći Židov koji namjerno ili nehotično u sebi čuvaju i ispoljavaju antisemitske osjećaje i radnje. Isto tako u nedavno vrijeme postoji izvještaji, eseji, novinski članci i knjige u kojima se navodi kako i Hrvati u sebi čuvaju i ispoljavaju mržnju prema svojoj pripadnosti koja se ispoljava kroz prekomjerno negativne, derogativne, i narušavajuće kritike prema svojim sugrađanima, sunarodnjacima i državi. Te kritike su toliko destruktivne da se Hrvati i Hrvatska uspoređuju s najzaostalijim i najnerazvijenijim zemljama i kao takvi osuđeni na propast. To antihrvatstvo i antihrvatski sentiment koji neki Hrvati ispoljavaju izvlači korijene iz nacionalnog kompleksa niže vrijednosti, i može ali ne mora reflektirati osjećaje niže vrijednosti u samoj osobi ili osjećaje samomržnje, dapače samomrzeći Hrvat može držati osjećaje osobne superiornosti. Ova samomržnja nije jedinstvena kod Hrvata, oblik nacionalne samomržnje uočen je na primjer kod Iraca i Filipinaca. Kod svih nacionalnosti gdje je pristuna nacionalna samomržnja, uzroci te samomržnje većinom su pripisani višestoljetnom nevladanju svojim vlastitim teritorijem i ovisnosti o stranim gospodarima oko donošenja velikih i teških odluka u društvu i ekonomiji.
Ovu pojavu u Hrvata obradio je Slaven Letica, i nazvao ju domomrzjem, prema obliku oikofobija. Za domomrzje ili oikofobiju rekao je da ga možemo definirati kao "strah, fobiju, ali i prijezir i mržnju prema vlastitom domu, domovini i državi. Taj se strah, dakako, katkad pretvara u ravnodušje i depresiju, a katkad u samouništavajući prijezir, pa i gorljivu mržnju. Britanski konzervativni mislitelj i „propovjednik” tradicionalnog konzervativizma Scruton dokazuje da je domomrzje (oikofobija) bolest od koje je oboljela cijela politički „superkorektna” liberalna akademska, politička i medijska elita, koja je svu svoju umnu energija uložila u vojevanje za prava manjina i „drugih”. Istodobno zanemarujući i ismijavajući prava i slobode većine, ali i raskoš i skriveni moralni i razvojni potencijal koji skriva – tradicionalna i konzervativna misao i kultura." Istakao je da iako toga nismo svjesni, sebe same i svoje bližnje (društveno, ne obiteljski) često mrzimo i preziremo (na stranu tradicionalni hrvatski jal) više i strastvenije nego tuđe, drugo i drukčije. Ta mržnja i prijezir žive svoje mračne, intimne i podzemne živote, nagrizajući ono što neki sociolozi nazivaju „nacionalnim karakterom”, drugi „običajima (nacionalnog) srca”, a treći duševnim zdravljem nacije.